# Marceli Maszkowski
Marceli Maszkowski (ur. 1837 we Lwowie, zm. 5 marca 1862 we Lwowie), polski malarz i litograf, syn malarza Jana Maszkowskiego, brat Karola — rektora Politechniki Lwowskiej i Rafała — dyrygenta.

## Życiorys
Malarstwa uczył go ojciec, następnie studiował w Akademii Sztuk Pięknych w Wiedniu, a w latach 1857-1859 w Akademii Sztuk Pięknych w Monachium u Wilhelma von Kaulbacha i Carla Theodora von Piloty'ego (immatrykulacja 29 X 1857, klasa: Bildhauerklasse). Działał następnie w Lipsku i Dreźnie, gdzie rysował ilustracje do prasy. Malował i rysował głównie portrety. Zajmował się też rzeźbą (m.in. popiersie Juliusza Słowackiego). Pochowany na Cmentarzu Łyczakowskim we Lwowie.